# Заповідник (програма)
«Заповідник» (рос. Заповедник) — сатирико-політичне анімаційне шоу російською мовою, яке щотижня випускається компанією Deutsche Welle. Станом на липень 2023 року містить більше 280 випусків.

## Створення програми

### Розробка
Розробкою займається латвійська продюсерська компанія Kollektiv, яка завжди доопрацьовує нею створені епізоди незадовго до першого ефіру, щоб якісь із них можна було вибрати як актуальніші . Оскільки «Заповідник» різко знущається з лідерів російської (і не тільки) політики, багато творців шоу вважають за краще залишатися анонімними.

### Виробництво
Під час виробництва програми використовуються новітні анімаційні програми, і навіть motion capture — програмне забезпечення, що використовується створення комп'ютерних игр. Технічно шоу побудоване на Unity - провідній американській платформі обробки сигналів у реальному часі, яка також використовується для створення багатьох комп'ютерних ігор. 
Motion capture дозволяє максимально реалістично анімувати намальованого на комп'ютері персонажа, оскільки йому передаються рухи та жести реального актора, оснащеного численними датчиками. Ця технологія дозволяє швидко обробляти величезні обсяги цифрових даних у форматі 2D та 3D за дуже короткий час.
Проект є досить високобюджетним та відображає зусилля німецького закордонного мовлення щодо розширення російського мовлення та завоювання ширшої аудиторії

### Трансляція
Програма розповсюджується у цифровому форматі на сайті телерадіокомпанії, відеохостингу YouTube, у багатьох соціальних мережах, а також ретранслюється деякими телеканалами (наприклад, телеканалом «Дощ»). У шоу часто є римовані заклики підписатися і поставити «лайк» відеоканалу. Тривалість кожного епізоду становить приблизно 13 хвилин.
Аудиторія "Заповідника" на YouTube поступово зростає. Наприклад, з 1 березня по 15 квітня 2019 року на канал підписалися майже 35 тисяч нових користувачів, а загальна кількість передплатників досягла 279,8 тисяч осіб.

## Структура
За структурою кожен випуск шоу складається з кількох замкнених епізодів, які чергуються за принципом конферансу звірів самого заповідника та «концертних» номерів. «Артистами» тут представлені мультяшні світові лідери, а номери пов'язані з політичними подіями поточного тижня та поміщені у пародійну атмосферу. Окремо можна виділити рубрику «Frienemies 2», яка є пародією на відомий американський ситком «Друзі»: в одній кімнаті стикаються карикатури багатьох світових лідерів

### Гумор
Крім дотепності текстів, шоу містить у собі сатиричні коментарі, фейлетонне оповідання, перебільшення, метафору, іронію, сарказм, несподіване порівняння (анекдотичність), чорний гумор, гротеск і навіть плітки. Анімаційний «Заповідник» перейняв принцип пародіювання раніше створених творів мистецтва та історичних подій у свого попередника «Ляльки» Свій гідний розвиток отримала важлива творча знахідка про систематичне розміщення політичних карикатур, що рухаються і говорять, в контексті самостійного твору пародії. Телевізійний цикл обіграє класичні сюжети з історії та літератури, а також твори поп-культури. Озвучка шоу хороша не лише у плані імітації голосів відомих персонажів, а й у плані художнього прочитання

### Персонажі
Провідні анімаційної сатири, звірі є свого роду карикатурами-переростками, оскільки мимоволі асоціюються з дорослими героями телепередачі «На добраніч, малюки!». Серед персонажів шоу є Вовк Гарік (замість Філі), Заєць Сівка (замість Степашки) та Ворона Вероніка (замість Каркуші). Було додано ще один безголосий «гукаючий» персонаж - алкоголік Філін Філ . Спочатку вони щотижня переглядали поточні політичні події у занедбаному радіоактивному лісі через старий телевізор і потім обговорювали світові новини. Персонажі жваво реагують на події змішаним сучасним побутовим жаргоном, наприклад «Рубляха-муха!», «Стопе, бро!» або «Капець, систер!»

## Нагороди
- Золото на Міжнародному медіа-фестивалі у Гамбурзі (2019)